# 장호권
장호권(張豪權, 1949년 5월 14일~)은 대한민국의 사회 운동가·정치인·언론인·기업가·출판인·시민사회단체인이다. 현재 새미래민주당 상임고문이다.

## 생애
1968년 이화여자대학교 사범대학 부속고등학교를 졸업하였다. 그리고 같은 1968년 군에 입대하여 그 후 만기 전역하였다. 군복무 중 베트남 전쟁에 참전하기도 하였다. 1973년 신민당 당무위원을 잠시 지내다가 같은 해(1973년)에 탈당한 그는 2년 후 신직수 부장이 제4공화국 시대의 중앙정보부 부장이었던 1975년 8월 17일, 아버지 장준하가 사고사를 당한 뒤 아버지의 죽음의 비밀을 밝히기 위해 동분서주했다. 1976년 4월 19일, 백기완이 운영하는 《백범 사상연구소》에 들러 아버지의 죽음을 밝혀달라는 성명서를 작성했다. 1975년 8월 17일, 장준하 사후 1976년 11월에서부터 어언 27년간 싱가포르를 비롯한 해외 국가 도피 생활을 해야 했고 2003년 4월에 귀국하였다. 싱가포르 한인교민회 부회장 등을 역임하였고, 2003년 4월에 귀국한 그는 2005년 3월 1일, 월간잡지 인터넷 《사상계》를 복간하여 대표이사에 취임하였다.
2007년 1월 1일, 《사상계 종이책》을 복간하였다. 2007년 1월 25일 기자회견에서 보수주의를 무시한 진보주의의 독선적 성향을 지적하고 아름다운 명분도 독선으로 치달아서는 안 되며 보수주의도 대안 제시 없이 진보주의에 삿대질만 해서는 안 된다고 하였고 따뜻한 진보, 따뜻한 보수를 표방해야 한다고 발표하였다.
2007년 11월, 《고구려 문화연구회》가 출범하자 이사장 직에 추대되었던 적이 있었다.
2008년 3월, 제18대 국회의원 총선거에 서울특별시 동대문구 갑 지역구 기호 제8번 후보자로 무소속 총선 후보에 출마하였으나 낙선하였다.

## 가계
- 할아버지 : 장석인(張錫仁, 1901년 ~ 1966년), 목사
- 할머니 : 김경문(金京文, 1899년 ~ ?)
- 아버지: 장준하(張俊河, 1918년 ~ 1975년)
- 어머니: 김희숙(金熙淑, 1926년 ~ 2018년) 
  - 딸 : 장원경
  - 딸 : 장원희

## 같이 보기
- 사상계